# Галини Агиу Николау
Галини Агиу Николау (на гръцки: Γαλήνη Αγίου Νικολάου) е селище в Северна Гърция, на полуостров Ситония. Селото е част от дем Ситония на област Централна Македония и според преброяването от 2001 година има 8 жители. Разположено е на северозападния бряг на Светогорския залив, на няколко километра югоизточно от Ормос Панагияс.